# هيلميازيف (محافظة تشيركاسي)
هيلميازيف (Гельмязів) هي قرية في محافظة تشيركاسي في أوكرانيا.